# Frederik L. Levy
Frederik Lauritz Levy (født 1. februar 1851 i Hamborg, død 12. april 1924 i København) var en dansk arkitekt.
Han var søn af grosserer Meyer Aaron Levy og Henriette Heyman, blev student 1870, tog forberedelsesklasse i C.V. Nielsens tegneskole og blev optaget på Kunstakademiets Arkitektskole december 1870. Han tog tog afgang december 1878. Som født ind i en jødisk familie fik han mange opgaver for den jødiske menighed, men han arbejdede også for erhvervslivet.
Levy deltog i Verdensudstillingen i Paris 1900, Raadhusudstillingen 1901 og Jødisk Udstilling 1908.
Han blev gift 6. august 1880 med Christiane Ottilie Christensen (13. februar 1855 i København, d. 15. januar 1897 samme sted), datter af grosserer Christian Christensen og Hansine Hendrine Bertelsen.
Han er urnebegravet på Assistens Kirkegård.

## Værker
- Sygehus, Sjællandsgade, Fredericia (1880-81)
- Døvstummeinstitut, Fredericia (1880-81)
- Fyns Svineslagteri, Assens (1883-84)
- Tilbygning og restaurering af Synagogen, Krystalgade 12, København (1885, sammen med Ove Petersen)
- Inspektørbolig på Mosaisk Nordre Begravelsesplads, Møllegade, København (1885)
- Det tidligere Hotel Øresund, Skodsborg Strandvej 154-156, Skodsborg (1885)
- Udvidelse af det tidligere Skodsborg Badehotel, nu ejerlejligheder, Skodsborg Strandvej 225-227 (1886-87)
- Ligkapel på Mosaisk Kirkegård (1886-88)
- Holbæk Amts Arbejds-, Tvangs- og Sindssygehospital (1888-89)
- Restaurering og nyindretning af Erichsens Palæ, Holmens Kanal 2 for Kjøbenhavns Handelsbank (1888-92)
- Slomanns Skole, Jakob Dannefærds Vej 3, Frederiksberg (1889, nu Teknisk Skole)
- Østerbros Latin- og Realskole, Odensegade 14, København (1889, nu Kriminalforsorgens Uddannelsescenter)
- Døvstummeskole, Nyborg (1890-91)
- Epidemihus, Kalundborg (1891)
- Frederiksberg Gymnasium (1891)
- Sygehus i Sæby, Nordvestsjælland (1893)
- Vestre Borgerdydskole, Helgolandsgade 6, København (1893, nu VUC København)
- Forretningsejendom, Frederiksborggade 14/Nørrevoldgade 88-88A, København (1898)
- Kreditforeningen for København og Omegn, Gammeltorv 4 (1898-99, nu Jyske Bank)
- Pelts Stiftelse, Larslejsstræde 5-7, København (1899)
- Pakhus A, kaldet "Domkirken", Dampfærgevej, Københavns Frihavn (1899, nedrevet 1965)
- Manufakturhuset, Dampfærgevej, Københavns Frihavn (1899)
- Villa Bondicar, sommerbolig for skibsreder Johan Hansen, Skodsborg Strandvej 268, Skodsborg (1899)
- Ejendom, Vesterbrogade 80-82/Værnedamsvej 2, København (1900-01)
- Bredgade 31, København (1902)
- Det mosaiske Samfunds Stiftelse, Ny Kongensgade 8-12, København (1902-03, ombygget 1985-86)
- Bernhard Ruben og Hustrus Stiftelse, Falkoner Allé 72, Frederiksberg (1903-04, præmieret)
- Silopakhus B, Københavns Frihavn (1903, fredet, ombygget 1995-96)
- Udvidelse af Østre Borgerdydskole, Stockholmsgade 59, København (1904)
- Forretningsejendom, Kongens Nytorv 8/Store Kongensgade 14, København (1904-05)
- Kjøbenhavns Handelsbank, Holmens Kanal 4 (1908-10, senere ombygget)
- Siemens-Schuckerts bygning, Blegdamsvej 124/Ryesgade 113, København (1912-13)
- Ombygning af Prins Wilhelms Palæ, Sankt Annæ Plads 13 for Det Danske Petroleums Aktieselskab (1922-23, sammen med Niels Hauberg)

### Skriftlige arbejder
- Bidrag til Frue Kirkes Spirs Historie efter 1728, 1911.